# Filmstudios Glattfelden

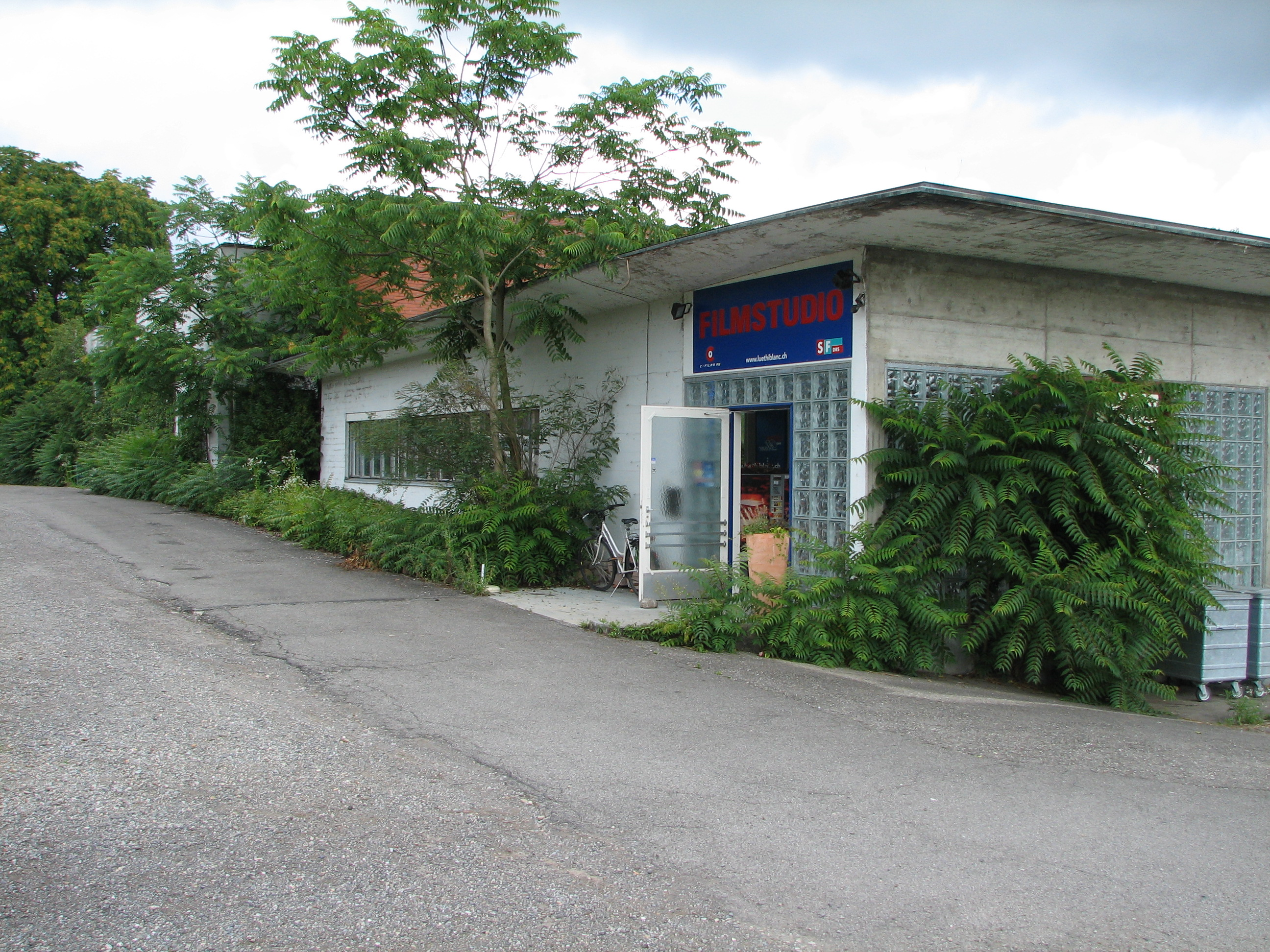
Aussenansicht der ehemaligen Filmstudios Glattfelden

Die Filmstudios Glattfelden waren die grössten Filmstudios der Schweiz. Die reine Studiofläche betrug 3'800 m² und erstreckte sich über zwei Hallen einer ehemaligen Spinnerei aus den 1950er Jahren, die während der 1980er und 1990er Jahre als Lager und Werkstatt dienten und 1999 für die C-Films AG filmtauglich umgebaut wurden. Die Hallen wurden ausgewählt, da sie gross und stützenfrei waren und in einer Umgebung mit wenig Lärmbelastung lag.
Die Studios beherbergten von 1999 bis 2007 vor allem die grösste Schweizer TV-Soap «Lüthi und Blanc», die fast das ganze Studio ausfüllte. In früheren Jahren wurden in Glattfelden etwa die Fernsehserie «Flamingo» oder der Fernsehfilm «Für oder Flamme» sowie diverse Werbespots gedreht. Von April bis Oktober 2008 entstand in Glattfelden die Arztserie «Tag und Nacht».
Nachdem die C-Films die Studios im April 2009 mangels neuer Produktionen schliessen musste, wurden die Gebäude im April 2010 abgerissen. Auf dem Gelände sind Eigentums- und Attikawohnungen sowie Lofts entstanden. Bis dahin stand dort zudem der Rest vom Schweizer Big Brother Container, welcher in den Jahren 2000 und 2001 vom Fernsehsender TV3 benutzt wurde.
Die C-Films AG bot während der Betriebszeiten Führungen und Events in den Studios an. In der Vergangenheit erhielten so rund 8000 Besucher pro Jahr einen Einblick in die Welt des Schweizer Fernseh- und Filmschaffens.